# Clidánope
En la mitología griega Clidánope (en griego Χλιδανοπη), que solo aparece mencionada en un escolio, era la esposa del rey lapita Hipseo, hijo del dios fluvial Peneo. De ambos nacieron Cirene y una tal Alcea.
El escoliasta no cita los nombres de sus padres, pero algunos contemporáneos la creen una de las ninfas; de hecho un autor refiere a la esposa de Hipseo y madre de Temisto como una de las ninfas.
M. L. West cree que Clidánope aparecería en el Catálogo de mujeres, y la ubica como una hija de Agénor (o al menos descendiente de este). El autor nota la similitud entre los mitos de Cirene y Apolo o Europa y Zeus, que se contarían dentro de la estirpe de los Agenóridas dentro del poema hesiódico.